# Zero Hour (Stargate SG-1)
Zero Hour (Hora Cero) es el cuarto episodio de la octava temporada de la serie de televisión de ciencia ficción Stargate SG-1. Corresponde al episodio N.º 158 de la serie.

## Trama
El general O'Neill llega al SGC en la mañana y es recibido por Walter Harriman, quien le informa sobre su horario. Al llegar a su oficina, Jack conoce a Mark Gilmor, su nuevo ayudante administrativo. Tras esto, Harriman lleva a Gilmor su oficina. Una vez sólo, Gilmor hace una llamada, y le dice a alguien que "esta en posición" y que "él" (O'Neill) "no sospecha nada".
Más tarde, O'Neill está hablando con Harriman sobre el empavesado para la visita del Presidente al SGC, cuando de repente lo llama el general Hammond. Después de hablar con él, Jack se reúne con el SG-1. Daniel le dice que encontraron un planeta que perteneció a Anubis, pero que Baal no conoce, y en donde esperan hallar algo interesante. Sin embargo, para decepción de Carter, O'Neill les dice que deberán esperar hasta mañana.
El Dr. Lee muestra luego a O'Neill una planta alienígena que crece muy rápido, no obstante, éste no se impresiona. Mientras tanto, el mayor Davis media entre los delegados de Amran, un mundo con el que se quiere establecer acuerdos comerciales pero donde sus habitantes pelean constantemente entre ellos. Para solucionar las disputas, Jack tiene la original idea de encerrar a los delegados en un cuarto hasta que se pongan de acuerdo. Después de todo esto, O'Neill comienza a escribirle una carta a Hammond.
A la mañana siguiente, O'Neill es informado por Gilmor de los últimos sucesos, y después se despide del SG-1, quienes parten al planeta de Anubis. Allí, mientras SG-3 cuida el Portal, el SG-1 explora los alrededores e intenta usar un dispositivo Goa'uld para acceder el laboratorio oculto cuando repentinamente son transportados lejos por unos anillos de transporte. En ese momento, en la Puerta, un Al'kesh pasa volando por encima del SG-3. El coronel Reynolds informa de inmediato al SGC sobre esto. Mientras tanto, la planta del Dr. Lee ha comenzado a crecer extremadamente rápido y ahora cubre muchas áreas del SGC. Más adelante, el equipo de rescate de Reynolds vuelve a la Tierra, e informa a O'Neill que no pudieron hallar al SG-1. Pronto, Baal contacta a la Tierra y le dice a O'Neill que él tiene al SG-1 y que desea intercambiarlo por Camulus.
Al otro día, O'Neill es informado otra vez por Gilmor de los últimos sucesos. Luego de hablar con Reynolds sobre el intercambio, Jack visita a Camulus en su celda. Como Camulus no les ha dado nada, O'Neill lo amenaza con enviarlo a Baal. Debido a esto, Camulus le dice sobre un dispositivo Antiguo que él encontró una vez. O'Neill envía entonces un equipo a buscarlo y estos traen de vuelta un ZPM. La electricidad luego falla repentinamente por causa de la planta, lo que impide que activen el Portal. Más adelante, Baal llama de nuevo, y les da más tiempo para el intercambio, a pesar de los insultos de O'Neill. Mientras tanto, el Dr. Lee descubre como eliminar a la planta; tras destruirla, todos los sistemas vuelven.
O'Neill desea entonces enviar a Camulus por el Portal, pero el Dr. Lee lo detiene, debido a que ha descubierto que el ZPM fue manipulado y ahora es una bomba de gran alcance. Jack enfrenta a Camulus, quien confiesa que manipuló el dispositivo al no descubrir para qué servía.
O’Neill después acuerda con Camulus enviarlo por la Puerta con el ZPM manipulado, para que mate a Baal con este. Sin embargo, Baal no envía al SG-1 como acordó.
Más adelante, O'Neill continúa escribiendo la carta a Hammond, y es llamado luego a la Sala del Portal, donde todos los equipos SG lo esperan para decirle que confían en él y que apoyaran cualquier decisión que tome. Él les agradece su apoyo, y desea dejar la base, cuando la Puerta se activa repentinamente. Es el SG-1, que está siendo atacado por varios Jaffa, y que revelan que no fueron capturados por Baal, sino que estaban atrapados en la base secreta de Anubis. 
O'Neill les permite entrar entonces. Sin embargo, ellos le dicen que no encontraron nada valioso.
Más tarde, Samantha le dice a Jack que el ZPM manipulado, podría ser usado por Baal como un arma de gran alcance, pero O'Neill le revela que por eso no le dieron a Camulus el ZPM corrompido, sino el ZPM muerto que encontraron antes. Paul Gilmor le informa luego a O'Neill que el presidente ha llegado y le revela además que el presidente le ordenó vigilarlo para una evaluación. No obstante, Jack le cuenta que Hammond le informó sobre eso, aunque se supone que no podía hacerlo. Al final, Gilmor le dice a O'Neill que lo respeta, y ambos se van luego a saludar al Presidente.
En el escritorio de O'Neill queda una carta de dimisión, la cual concluye con la frase: "Ya no importa".

## Producción
A pesar de ser el cuarto episodio emitido, Zero Hour fue filmado como el séptimo de los veinte episodios de la 8ª temporada. La limitada disponibilidad de Richard Dean Anderson (Jack O'Neill), quien solo trabajo 3,5 días de 5 días de trabajo por semana durante la octava temporada, extendió el periodo de filmación de siete días a cuatro semanas. Con Zero Hour siendo un episodio de relleno para ahorrar dinero, el director Peter Woeste filmó la mayoría del episodio en escenarios del SGC en los "Estudios Bridge", en Vancouver, Canadá. El laboratorio del Dr. Lee y Carter fueron filmados en el mismo cuarto del set, y una sala de almacenaje para equipamiento de filmación fue remodelada para hacer de la oficina de Gilmor. El director de Andy Mikita fue el responsable por las escenas extra-mundo de los Equipos SG, filmadas en el Parque Tynehead, una de las pocas locaciones sin desarrollo de Vancouver que aun permiten filmaciones. O'Neill en su cuarto para dormir fue una de las últimas escenas filmadas del episodio, captada en dos tomas para permitirle a Anderson alcanzar su vuelta a casa a Los Ángeles.
La inspiración para este episodio vino de los escritores SG-1 que se preguntaron durante años que hacia George Hammond, el líder SGC desde la primera a la séptima temporada, mientras SG-1 estaba afuera en misiones. Los escenarios imaginados iban desde el general tratando con decisiones menores como empavesado y el bufete de almuerzo, a afrentar casos de urgencia mayor y amenazas. El título que se planeaba para el episodio era "A Day in the Life of General O'Neill" (en español "Un Día en la Vida del General O'Neill"), pero el escritor Robert C. Cooper sintió que "Zero Hour" era más apropiada, refiriéndose a la visita Presidencial al final del episodio. La subtrama del CSG siendo invadido por una planta viva originaria en la 4ª temporada fue idea del escritor y productor Brad Wright. Jim Menard como director de fotografía fue el responsable de la iluminación verde cuando la iluminación de emergencia se va.

## Artistas invitados
- David Kaufman como Mark Gilmor.
- Cliff Simon como Baal.
- Eric Breker como el coronel Reynolds.
- Colin Cunningham como el mayor Davis.
- Gary Jones como Walter Harriman Davis.
- Pierre Bernard como O'Brien.
- Steve Bacic como Camulus.
- Michael Ryan como John Prior.
- Bill Dow como el Dr. Lee.[5]
- Dan Shea como el sargento Siler.[5]
- Jesai Jayhmes como el Delegado Amra.[5]
- James Ashcroft como el Delegado Amra.[5]
- Alisen Down como la Dra. Brightman.[5]
- Ken Kirzinger como Jaffa.[5]